# Championnats d'Europe d'aviron 1909
Navigation
Édition précédente Édition suivante
Les championnats d'Europe d'aviron 1909, dix-septième édition des championnats d'Europe d'aviron, ont lieu en 1909 à Paris, en France.

## Podiums

### Hommes
| Épreuves           | Or | Argent | Bronze                                                                                |
| ------------------ | --- | --- | ------------------------------------------------------------------------------------- |
| Skiff M1x          | Teodoro Mariani (ITA) | Gaston Delaplane (FRA) | Jozef Hermans (BEL)                                                                   |
| Deux de couple M2x | Belgique Daniël Clarembaux Georges Desenfrans | France Gaston Delaplane François Rocchesani | Alsace-Lorraine ? ?                                                                   |
| Deux barré M2+     | Italie Scipione Del Giudice Luigi Ermellini Giuseppe Mion (barreur)                                                                                 | France Mégrat Profit ? (barreur) | Alsace-Lorraine ? ? ? (barreur)                                                       |
| Quatre barré M4+   | Italie Scipione Del Giudice Luigi Ermellini Mario Tres Brenno Del Giudice Giuseppe Mion (barreur)                                                   | Belgique Rodolphe Poma Oscar de Somville Polydore Veirman Stanislas Kowalski Raphael van der Waeren (barreur)                                                    | Suisse Albert Breuleux L. Peter Th. Schmid P. Ottiker E.-W. von Seckendorff (barreur) |
| Huit M8+           | France Lucien Roche Pierre Herbinet Gaston Delaplane Marcel Monniot Hermann Barrelet Motti Marius Lejeune Georges Lejeune Marcel Frébourg (barreur) | Italie Scipione Del Giudice Luigi Ermellini Tullio Rosada Italo Sambo Mario Tres Curzio Del Giudice Alfredo Stranieri Brenno Del Giudice Giuseppe Mion (barreur) |                                                                                       |